# Schönmünz
Schönmünz ist ein Ortsteil der baden-württembergischen Gemeinde Baiersbronn im Landkreis Freudenstadt. Der Ortsteil Schönmünz besteht aus den Weilern Zwickgabel, Leimiß, Vorder-. Mittel- und Hinterlangenbach sowie aus den Siedlungen Volzenhäuser und Tauchert. Schönmünz gehört zur Ortschaft Schwarzenberg.

## Geographie
Der Ortsteil Schönmünz liegt im Tal der Schönmünz, einem westlichen Seitental der Murg im Nordschwarzwald und erstreckt sich über neun Kilometer entlang der Talsohle von Schönmünzach hinauf bis Volzenhäuser sowie von Hinterlangenbach das Langenbachtal abwärts bis zu dessen Mündung in die Schönmünz in Zwickgabel. Das obere Tal der Schönmünz gehört zum Nationalpark Schwarzwald, in dem die Siedlung Volzenhäuser als Enklave liegt.

## Zwickgabel

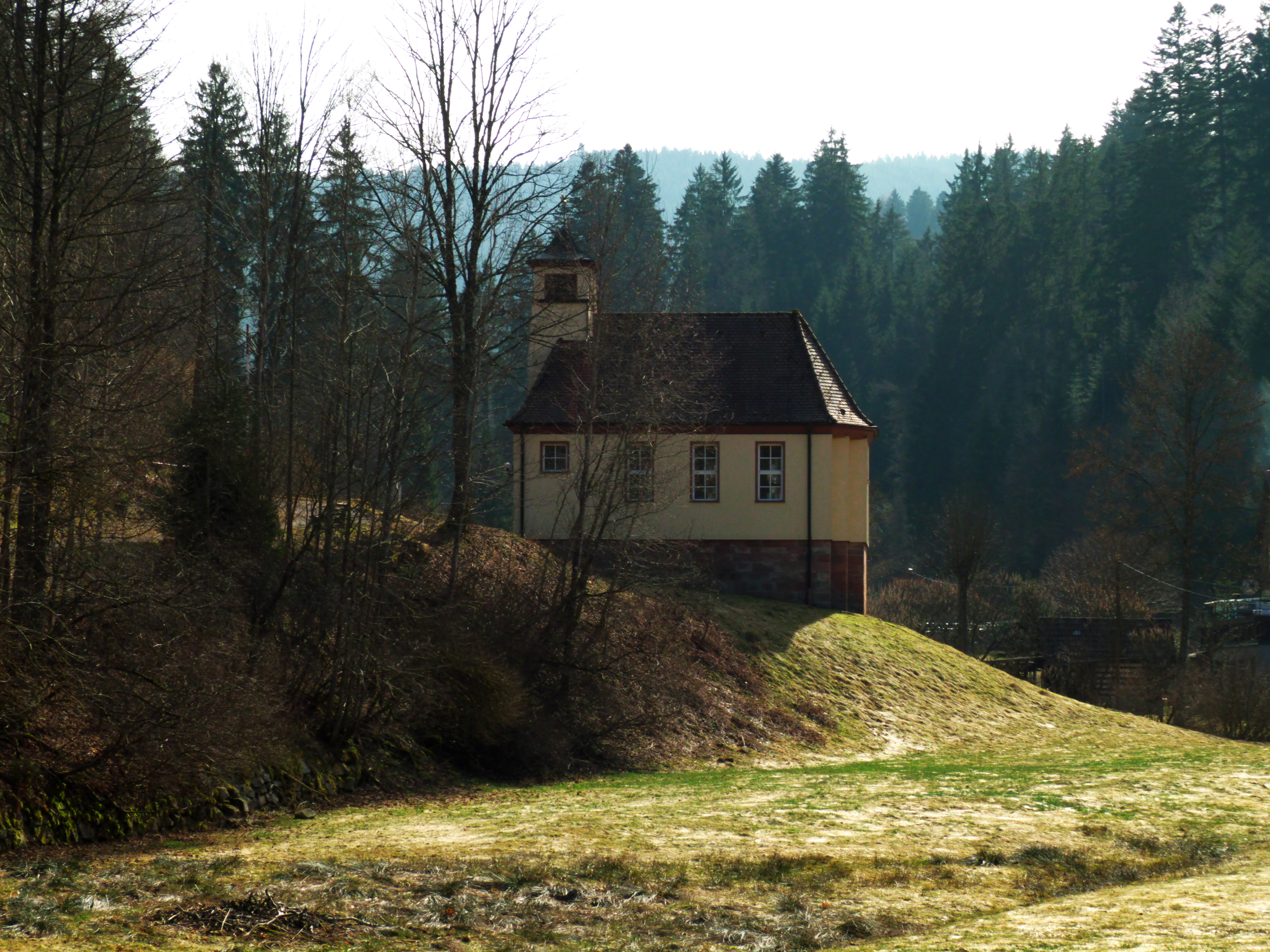
Kirche in Zwickgabel

Das Dorf Zwickgabel ist eine Holzhauersiedlung des 18. Jahrhunderts. Seit 1932 gibt es in Zwickgabel eine kleine evangelische Kirche.

## Langenbach
Im Langenbachtal befinden sich die Weiler Vorder-, Mittel- und Hinterlangenbach. In Hinterlangenbach befindet sich ein Forsthaus.

## Religion
Die Mehrheit der Bevölkerung ist evangelischen Glaubens. Die Schönmünzer sind nach Schwarzenberg eingepfarrt. Für die katholischen Christen befindet sich in Schönmünzach die Kirche. In Mittellangenbach befindet sich eine Neuapostolische Kirche.